# HitchBOT
hitchBOT var en autonom robot konstrueret til at blaffe.
Robotten var konstrueret af canadiske robotforskere og gennemførte en rejse tværs over Canada ved at få almindelige mennesker til at køre sig. 
hitchBOT var på størrelse med et barn og havde talegenkendelse, talesyntese og en LED-skærm, der kunne vise ansigtsudtryk.
Robotten blev vandaliseret på en rejse i den amerikanske by Philadelphia.
Idéfolkene bag hitchBOT var David Harris Smith fra McMaster Universitet og Frauke Zeller fra Ryerson Universitet. Flere andre forskere var involveret.
Den 6000 kilometer lange rejse fra Halifax til Victoria blev gennemført på 26 dage i juli og august 2014 via 19 rejser.
I 2015 rejste robotten også i Tyskland og Holland.